# 撃墜

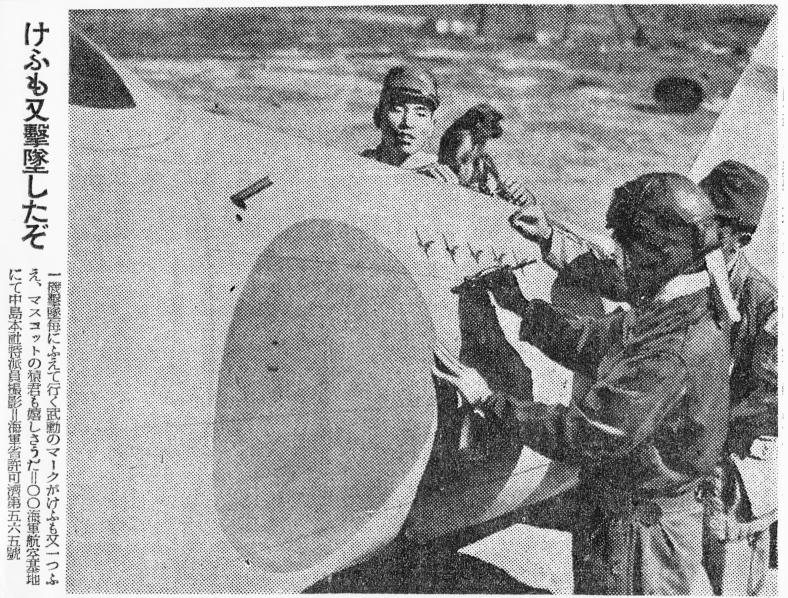
愛機の零戦に、撃墜数を記録する日本軍の飛行士

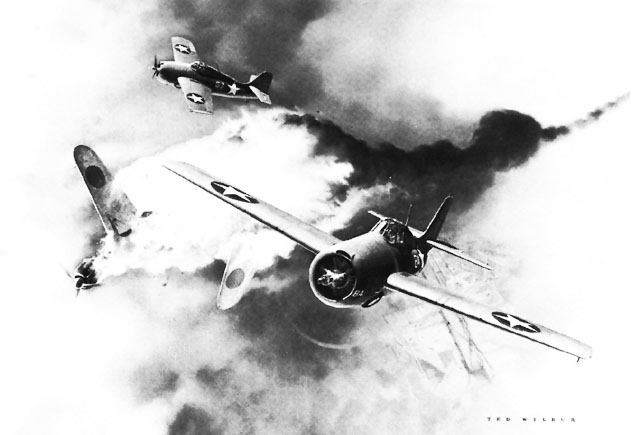
日本軍の零戦を撃墜するアメリカ軍を描いた絵

撃墜（げきつい）は、飛行中の航空機を攻撃し、墜落もしくは不時着に至らせること。大きな損傷を与えながらも墜落に至らなかった場合は「撃破」と表現される。戦闘の当事者同士が用いる場合、敵機を落とした場合は「撃墜」「撃墜する（した）」、味方が落とされた場合は「被撃墜」「撃墜される（された）」と表現される。

## 撃墜の状況

### 戦闘
戦争状態にある場合、ある国にとって交戦相手国ないしその同盟国に所属する軍用機ないし民間機を撃墜する場合がある。ただし、戦時国際法では慣習的に空戦法規があるとされ、非軍用機は交戦権が認められず、どのような敵対行為も禁止されている。また、戦争ではなくても内戦状態にある場合、ゲリラないしテロリストが航空機を地対空ミサイルなどで撃墜することも少なくない。

#### 特殊な例
撃墜の定義次第では見解が分かれる可能性もあるが、空対空戦闘用の武器を一切持っていない航空機が敵機を撃墜するという例も存在する。実際にあったものとして、湾岸戦争においてアメリカのEF-111がイラクのミラージュF1に見つかり、攻撃の回避と離脱を図り地形追随飛行を行なっていた際に、その能力を持たないミラージュF1は追跡に失敗して地面に激突している。これはマニューバーキルという形で、EF-111による公式な戦果として扱われている。

### 訓練での誤射
軍事訓練の際に、誤って仮想敵機として飛行していたり、標的を曳航していたりした航空機を誤射し撃墜する場合である。
このような事例は滅多に発生していないが、1995年11月22日に日本海沖訓練空域でACM訓練中の航空自衛隊小松基地第303飛行隊所属のF-15Jが、誤って敵役のF-15Jに向けてAIM-9 サイドワインダーミサイルを誤射してしまい、敵役のF-15Jが誤撃墜される事故が発生した。これは、自衛隊が初めて撃墜した有人航空機、かつ、全F-15で唯一空対空戦闘で撃墜された記録でもある。
翌年1996年6月4日には、リムパック96に派遣されていた護衛艦「ゆうぎり」が、アメリカ海軍の標的曳航機A-6 イントルーダーをCIWSで撃墜する事故が発生している。
上記の2つの事故では乗員は無事救助されている。

### 領空侵犯機の迎撃
領空侵犯とは、一国の領空に他国の航空機が許可なく侵入することであるが、これを受けて警告射撃や強制着陸、撃墜などの対抗措置が講じられる。相手が非武装の民間機の場合、撃墜を敢行した国は国際的な非難を浴びることになる。
たとえば、1983年にソビエト連邦が樺太（サハリン）上空を飛行していたボーイング747を撃墜した大韓航空機撃墜事件において、自国民が犠牲となった韓国・日本・アメリカなどの西側諸国では政府による公式な抗議だけでなく、ソ連製品の不買運動など市民による抗議運動が起こった。アメリカではソ連の国営航空会社であるアエロフロート航空機の乗り入れが無期限停止となった。
また、戦闘地域に派遣されていた軍艦による民間機撃墜の例もある。1988年のイラン航空655便撃墜事件では、ホルムズ海峡に派遣されていたアメリカ海軍のミサイル巡洋艦「ヴィンセンス」が、イラン航空のエアバスA300B2を戦闘機と誤認しミサイルで撃墜し国際問題となった。

## 主な民間航空機撃墜
- 1954年 キャセイ・パシフィック航空機撃墜事件
- 1955年 エル・アル航空機撃墜事件
- 1962年 アエロフロート902便墜落事故
- 1974年 リビア航空機撃墜事件
- 1983年 大韓航空機撃墜事件
- 1988年 イラン航空655便撃墜事件
- 2001年 シベリア航空機撃墜事件
- 2014年 マレーシア航空17便撃墜事件
- 2020年 ウクライナ国際航空752便撃墜事件

## 報道での表現
戦前・戦中の日本における報道では、自国の軍隊が敵機を攻撃により墜落せしめたことを派手に形容したもの。従って戦果を挙げた時には使われたが、味方機が落とされた時には決して用いず、大本営発表では「未帰還」（実際は体当たりを目論んだのではなく、単に撃墜された場合でも）「自爆」などと表現された。

## 比喩
転じて異性を口説き落としたり、カーレースでライバル車を追い越したりすることなど､日常生活での「戦果」を意味するスラング｡

## 関連用語
- 航空機
- 空軍
- 撃破
- 航空の危険を生じさせる行為等の処罰に関する法律